# كايسي دونوفان
كايسي دونوفان (بالإنجليزية: Casey Donovan)‏ (ولدت في 13 مايو 1988، هي) مغنية وكاتبة أغاني وممثلة وممثلة مسرحية أسترالية، اشتهرت بالفوز بالموسم الثاني من مسابقة الغناء الأسترالي أيدول في عام 2004.

## روابط خارجية
- كايسي دونوفان على موقع IMDb (الإنجليزية)
- كايسي دونوفان على موقع ميوزك برينز (الإنجليزية)
- كايسي دونوفان على موقع ديسكوغز (الإنجليزية)
- كايسي دونوفان على موقع قاعدة بيانات الفيلم (الإنجليزية)